# Pukhrayan
Pukhrayan es una ciudad y municipio situada en el distrito de Kanpur Dehat en el estado de Uttar Pradesh (India). Su población es de 24258 habitantes (2011). 

## Demografía
Según el censo de 2011 la población de Pukhrayan era de 24258 habitantes, de los cuales 12816 eran hombres y 11442 eran mujeres. Pukhrayan tiene una tasa media de alfabetización del 85,42%, superior a la media estatal del 67,68%: la alfabetización masculina es del 89,99%, y la alfabetización femenina del 80,36%.